# Liste der Erzbischöfe von Zadar
Die folgenden Personen waren Erzbischöfe des Erzbistums Zadar (Kroatien):
- Felix (381)
- Andreas (530–533)
- Sabinianus (6.–7. Jh.)
- Donatus (9. Jh.)
- Formin (925–928)
- Lampredius (1141/1154–1178)
- Teobaldo Balbi OSB (1178–1181)
- Damjan (1183–ca. 1186/1187)
- Petar (1187–1197)
- Nicola Manzavin (1198–1202)
- Leonard (1208–1218)
- Giovanni Venier (1218–1238)
- Toma (1238)
- Dominik Franko (1239–1245)
- Lovro Periandar (Perijander) (1245–1287)
- Andrea Gussoni (1287–1290)
- Giovanni da Anagni OFM (1291–1297) (dann Erzbischof von Trani)
- Enrico da Todi OFM (1297–1299)
- Jacopo da Foligno OFM (1299–1312)
- Alexander OP (1312–1314)
- Niccolò da Sezze OP (1314–1322)
- Ivan Butovan (1322–1333)
- Nicola Matafari (1333–1367)
- Dominik OP (1368–1376) (dann Bischof von Bosnien)
- Pietro Matafari (1376–1400)
- Luca Vagnotti (1400–1420)
- Biagio Molino (1420–1427) (dann Patriarch von Grado)
- Lorenzo Venier (1428–1449)
- Polidoro Foscari (1449–1450)
- Maffeo Valaresso (1450–1496)
- Ivan Robobellus (1496–1503)
- Alexander (1503–1504)
- Giovanni Cippico (1504–1505)
- Francesco Pesaro (1505–1530)
  - Egidius Canisio OESA (1530–1532) (Apostolischer Administrator)
- Cornelio Pesaro (1533–1554)
- Alvise Cornaro (1554–1555)
- Muzio Callini (1555–1566) (dann Bischof von Terni)
- Alvise Cornaro (1566–1567) (2. Mal)
- Andrea Minucci (1567–1572)
  - Marco Loredan (1573–1577) (Apostolischer Administrator)
- Natale Venier (1577–1588)
- Marcantonio Venier (1589–1592)
- Alvise Baroccia (1592)
- Alvise Molina (1592–1595) (dann Bischof von Treviso)
- Minuccio Minucci (1596–1604)
- Vittorio Ragazzoni (1604–1615)
- Luca Stella (1615–1624) (dann Erzbischof von Kreta)
- Ottaviano Garzadori (1624–1639)
- Benedetto Cappello (1639–1641) (dann Bischof von Concordia)
- Bernardo Florio OCruc (1642–1656)
- Teodoro Balbo (1656–1669)
- Giovanni Evangelista Parzaghi OFM (1669–1688)
- Vittorio Priuli CRL (1688–1712)
- Vicko Zmajević (1713–1745)
- Matteo Karaman (1745–1771)
- Michele Triali (1771–1774)
- Giovanni Carsana (1774–1801)
- Giuseppe Gregorio Scotti (1807–1817)
- Josip Franjo di Paola Novak (1822–1843)
- Giuseppe Godeassi (1843–1861)
- Pietro Doimo Maupas (1862–1891)
- Georg Rajčević (1891–1899)
- Mate Dujam Dvornik (1901–1910)
- Vinko Pulišić (1910–1922)
- Pietro Doimo Munzani (1933–1948)
  - Mate Garković (1952–1960) (Apostolischer Administrator)
- Mate Garković (1960–1968)
- Marijan Oblak (1969–1996)
- Ivan Prenđa (1996–2010)
- Želimir Puljić (2010–2023)
- Milan Zgrablić (seit 2023)